# Manuel Monteverde y Bethencourt
Manuel Monteverde y Bethencourt (La Orotava, 16 de juny de 1798 - Madrid, 30 d'agost de 1868) fou un militar i matemàtic canari, acadèmic de la Reial Acadèmia de Ciències Exactes, Físiques i Naturals

## Biografia
Estudià a Cadis i l'Havana. En 1816 tornaria a Canàries, on després d'enrolar-se al Regiment de milícies de La Laguna marxà a la Península, on va ingressar a l'Acadèmia d'Enginyers d'Alcalá de Henares. En 1820 va ascendir a sotstinent, va donar suport al trienni liberal i en 1823 participà amb Rafael del Riego en la batalla de Jódar contra els cent Mil Fills de Sant Lluís, després de la qual va estar un any presoner a França. En 1828 fou readmès a l'exèrcit i en 1830 va ascendir a tinent.
Va donar suport Isabel II durant la Primera Guerra Carlina. Va participar en el setge de Bilbao (1835) i a les batalles d'Artaza, Estella i Ormaiztegi (1835), per les que fou condecorat amb la Creu Llorejada de Sant Ferran, i en 1837 fou ascendit a tinent coronel d'Estat Major. Després de la guerra va ser Cap d'Estudis de l'Escola d'Estat Major i cap del Dipòsit de la Guerra. En 1851 fou ascendit a brigadier i escollit acadèmic de la Reial Acadèmia de Ciències Exactes, Físiques i Naturals. També fou gentilhome de Cambra amb Exercici.
Entre altres condecoracions, tenia les grans creus de l'Orde d'Isabel la Catòlica, de l'Orde de Carles III i de l'Orde de Sant Hermenegild, i era comanador de la Legió d'Honor per la seva tasca com a president de la Comissió que va delimitar la frontera entre França i Espanya.